# Mort de James Cook
 (février 2022).
La mise en forme du texte ne suit pas les recommandations de Wikipédia : il faut le « wikifier ».
Les points d'amélioration suivants sont les cas les plus fréquents. Le détail des points à revoir est peut-être précisé sur la page de discussion.
- Les titres sont pré-formatés par le logiciel. Ils ne sont ni en capitales, ni en gras.
- Le texte ne doit pas être écrit en capitales (les noms de famille non plus), ni en gras, ni en italique, ni en « petit »…
- Le gras n'est utilisé que pour surligner le titre de l'article dans l'introduction, une seule fois.
- L'italique est rarement utilisé : mots en langue étrangère, titres d'œuvres, noms de bateaux, etc.
- Les citations ne sont pas en italique mais en corps de texte normal. Elles sont entourées par des guillemets français : « et ».
- Les listes à puces sont à éviter, des paragraphes rédigés étant largement préférés. Les tableaux sont à réserver à la présentation de données structurées (résultats, etc.).
- Les appels de note de bas de page (petits chiffres en exposant, introduits par l'outil «  Source ») sont à placer entre la fin de phrase et le point final[comme ça].
- Les liens internes (vers d'autres articles de Wikipédia) sont à choisir avec parcimonie. Créez des liens vers des articles approfondissant le sujet. Les termes génériques sans rapport avec le sujet sont à éviter, ainsi que les répétitions de liens vers un même terme.
- Les liens externes sont à placer uniquement dans une section « Liens externes », à la fin de l'article. Ces liens sont à choisir avec parcimonie suivant les règles définies. Si un lien sert de source à l'article, son insertion dans le texte est à faire par les notes de bas de page.
- La présentation des références doit suivre les conventions bibliographiques. Il est recommandé d'utiliser les modèles {{Ouvrage}}, {{Chapitre}}, {{Article}}, {{Lien web}} et/ou {{Bibliographie}}. Le mode d'édition visuel peut mettre en forme automatiquement les références.
- Insérer une infobox (cadre d'informations à droite) n'est pas obligatoire pour parachever la mise en page.

Pour une aide détaillée, merci de consulter Aide:Wikification.
Si vous pensez que ces points ont été résolus, vous pouvez retirer ce bandeau et améliorer la mise en forme d'un autre article.
 (février 2022).
Le 14 février 1779, l'explorateur britannique, le capitaine James Cook, tenta de kidnapper le dirigeant de l'époque (aliʻi nui) de l'île d'Hawaï, Kalanopuu. La décision de l'arrêter en échange d'une chaloupe volée a été l'erreur fatale de Cook lors de son dernier voyage et a entraîné sa mort dans la baie de Kealakekua.
Après l'arrivée de James Cook à Hawaï, les Européens et les Américains ont finalement migré vers les îles à grande échelle, ce qui a conduit au renversement du royaume hawaïen, la monarchie aborigène de l'archipel, par les factions pro-américaines à partir de 1893.

## Arrivée de Cook
James Cook a mené trois voyages distincts pour cartographier des régions inexplorées du globe dans le Royaume de Grande-Bretagne. Lors de son troisième et dernier voyage, il a rencontré ce que l'on appelle communément aujourd'hui les îles hawaïennes. Il a découvert les îles pour la première fois le 18 janvier 1778. Il a jeté l'ancre sur la côte ouest de Kauai près de Waimea et a rencontré des habitants dont le but était le commerce et l'accès à l'eau et à la nourriture.
Il est concevable que certains Hawaïens aient utilisé le nom de Lono comme métaphore pour décrire Cook, ou d'autres explications possibles autres que les Hawaïens en supposant simplement que l'explorateur était leur propre divinité. Le 2 février 1778, Cook a continué à cartographier et à étudier le passage du Nord-Ouest vers l'océan Atlantique le long des côtes de l'Amérique du Nord et de l'Alaska pendant environ neuf mois. Il retourna dans la chaîne d'îles pour s'approvisionner, explorant d'abord les côtes de Maui et de la Grande Île et faisant du commerce avec les indigènes avant de jeter l'ancre dans la baie de Kealakekua en janvier 1779. Cook et son équipage ont d'abord été accueillis et respectés parce que son arrivée a coïncidé avec la saison Makahiki, un ancien festival du Nouvel An honorant Lono, le dieu religieux hawaïen, et une célébration annuelle des récoltes. L'idée ou la suggestion selon laquelle les Hawaïens autochtones considéraient Cook comme un dieu Lono est considérée comme inexacte et attribuée à William Bly. En théorie, certains Hawaïens utilisent le nom de Lono comme métaphore pour décrire Cook, ou d'autres explications possibles, plutôt que les Hawaïens supposant simplement que l'explorateur est leur propre dieu.
Cependant, après que Cook et l'équipage des deux navires, le HMS Resolution et le HMS Discovery, aient quitté les îles, la saison des festivals s'est terminée et la saison des batailles et de la guerre a commencé sous le culte et le rituel de Kū, le dieu de la guerre. Alors que les visites consécutives de Cook ont peut-être coïncidé avec la saison traditionnelle de la maison, les habitants étaient déjà mécontents de Cook et de ses hommes au moment où Cook est parti initialement. À l'époque, John Layard était le seul Américain sur le navire de Cook. Ledyard était présent aux événements avant et pendant la mort de Cook et les a enregistrés en détail dans son journal.
Lors de la première visite de Cook, il a tenté de marchander avec les habitants d'Hawaî et a donné l'ordre à ses hommes de récupérer le bois utilisé pour border le cimetière sacré "Morai" des indigènes, utilisé pour les individus de la haute société indigène et les représentations de leurs dieux. Ledyard parle dans ses journaux que Cook va offrir des haches en fer pour payer le bois qu'il va récupérer autour du Morai, et lorsque les chefs qui ont été consternés et insultés ont refusé la demande de Cook, ce dernier à ordonner de monter le Morai, d'abattre la clôture et de charger les bateaux avec le bois. John Ledyard parle également d'un épisode où le capitaine Charles Clerke a accusé un chef indigène d'avoir volé le jolly boat de la Résolution . Cependant, le bateau fut rapidement retrouvé et le chef indigène fut furieux de l'accusation du capitaine. Après être restés dans la baie pendant 19 jours, Cook et ses deux navires ont quitté la baie.

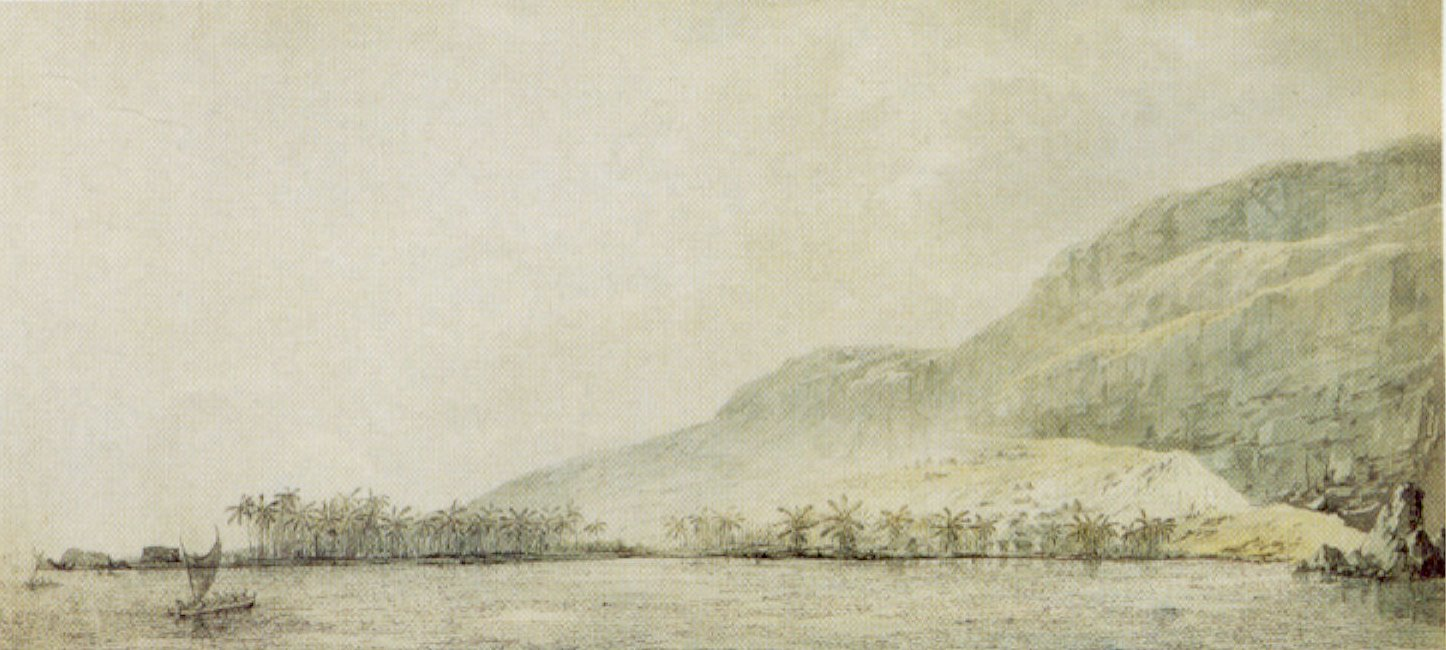
Kaʻawaloa en 1779 par John Webber, artiste à bord du navire de Cook

Le 6 février, les navires de Cook quittent la baie de Kealakekua. Ils furent bientôt accueillis par un coup de vent inattendu qui arracha le grand mât du HMS Resolution. Le 11 février, le HMS Resolution retourna de nouveau dans la baie de Kealakekua pour effectuer des réparations. Ledyard écrit le 13 février :
Notre retour dans cette baie nous fut aussi désagréable qu'il le fut aux habitants, car nous étions réciproquement fatigués l'un de l'autre. Ils avaient été opprimés et étaient las de notre alliance prostituée. Il était également évident, d'après les regards des indigènes ainsi que toutes les autres apparences, que notre amitié était maintenant terminée, et que nous n'avions rien d'autre à faire que de hâter notre départ vers une autre île où nos vices n'étaient pas connus, et où nos vertus intrinsèques pourraient nous gagner un autre court espace d'émerveillement.
Alors que le Resolution était ancré dans la baie de Kealakekua, l'une de ses deux chaloupes fut volée au navire par les Hawaïens, testant la réaction des étrangers pour voir jusqu'où ils pouvaient aller avec une perte aussi importante. Les Hawaïens avaient commencé à voler ouvertement les étrangers. Pour tenter d'obtenir le retour de la chaloupe volée aux Hawaïens, Cook tente de kidnapper l' aliʻi nui de l'île d'Hawaï, Kalaniʻōpuʻu. Peut-être assez malade à ce stade, Cook a pris ce qui a été décrit plus tard comme une série de décisions incroyablement mauvaises.

## Tentative de prise en otage d'aliʻi nui

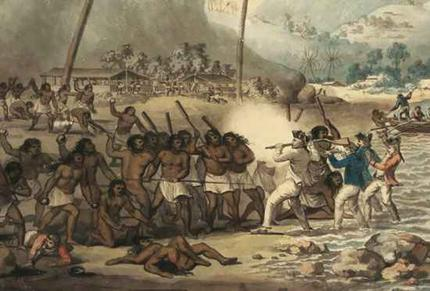
Une version recadrée de la peinture originale de Cleveley qui a été découverte en 2004 et dépeint le capitaine Cook comme un homme violent

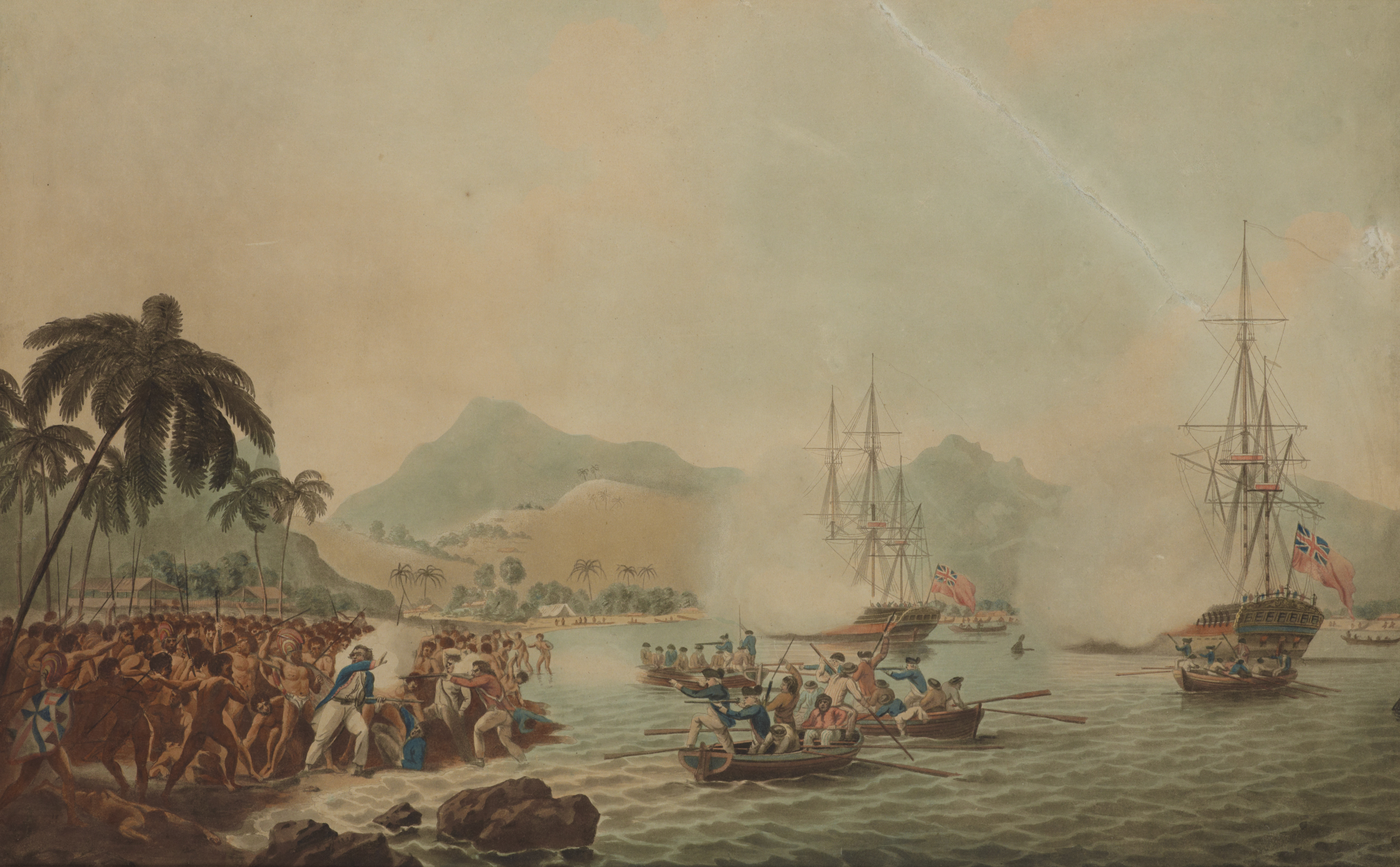
L'une des reproductions les plus célèbres de "La mort du capitaine Cook" de John Cleveley le Jeune, l'aquatinte Francis Jukes. Il dépeint Cook comme un pacificateur

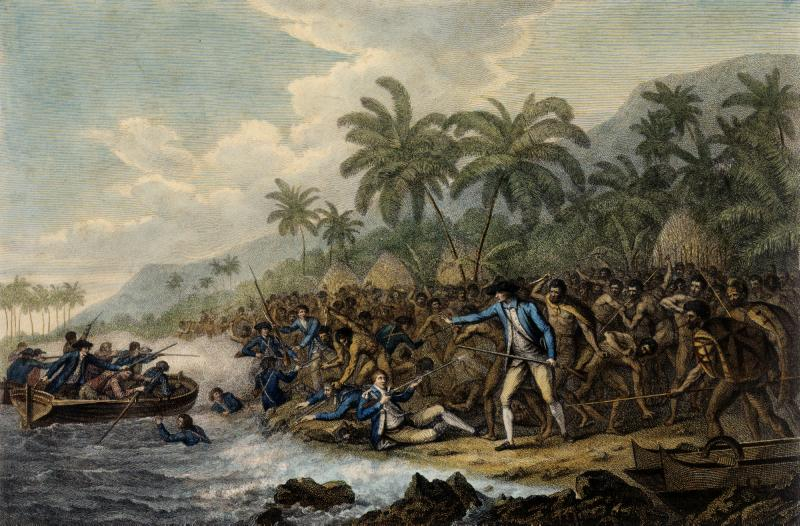
Peinture, Mort du capitaine Cook par le témoin oculaire John Webber

Le lendemain matin, 14 février 1779, Cook et ses hommes partent de Resolution avec une compagnie de marines armés. Ils se rendirent directement à l'enceinte du chef au pouvoir où Kalaniʻōpuʻu dormait encore. Ils l'ont réveillé et lui ont ordonné, d'urgence mais sans menace, de venir avec eux. Alors que Cook et ses hommes faisaient sortir le souverain de l'enceinte royale, Cook lui-même tenait les mains du chef aîné alors qu'ils s'éloignaient de la ville vers la plage. L'épouse préférée de Kalaniopu'u, Kānekapōlei (en), les a vus alors qu'ils partaient et a crié après son mari mais il l'a ignorée et ne s'est pas arrêté. Elle appela les autres chefs et les habitants de la ville pour les alerter du départ de son mari. Deux chefs, Kanaʻina (Kalaimanokahoʻowaha),, le jeune fils de l'ancien souverain, Keaweʻopala, et Nuaa, le préposé personnel du roi, ont suivi le groupe jusqu'à la plage avec la femme du roi derrière eux suppliant en cours de route pour que l'aliʻi nui s'arrête et revienne.
Au moment où ils sont arrivés à la plage, les deux plus jeunes fils de Kalaniʻōpuʻu, qui avaient suivi leur père en croyant qu'ils étaient invités à visiter à nouveau le navire avec le souverain, ont commencé à monter dans les bateaux qui attendaient sur le rivage. Kānekapōlei (en) leur a crié de sortir du bateau et a supplié son mari d'arrêter. Le dirigeant s'est alors rendu compte que Cook et ses hommes ne lui demandaient pas de visiter le navire, mais tentaient de l'enlever. À ce moment, il s'arrêta et s'assit.

### Mort de Cook
Les hommes de Cook ont été confrontés sur la plage à un kahuna âgé qui s'est approché d'eux tenant une noix de coco et chantant. Ils ont crié au prêtre de s'en aller, mais il a continué à s'approcher d'eux tout en chantant le mele. Lorsque Cook et ses hommes détournèrent les yeux du vieux kahuna, ils virent que la plage était maintenant remplie de milliers d'Hawaïens autochtones. Cook a dit à Kalaniʻōpuʻu de se lever mais le dirigeant a refusé. Alors que les habitants de la ville commençaient à se rassembler autour d'eux, Cook et ses hommes ont commencé à s'éloigner de la foule hostile et à lever leurs armes. Les deux chefs et Kānekapōlei ont protégé l'aliʻi nui alors que Cook tentait de le remettre sur ses pieds.
Kanaʻina s'est approché avec colère de Cook, qui a réagi en frappant le chef avec le côté large (plat) de son épée. Kanaʻina a sauté sur Cook et l'a attrapé. Certains récits indiquent que Kanaʻina n'avait pas l'intention de frapper Cook tandis que d'autres descriptions disent que le chef a délibérément frappé le navigateur à la tête avec son leiomano. Quoi qu'il en soit, Kanaʻina a poussé Cook, qui est tombé sur le sable. Alors que Cook tentait de se relever, Nuaa se jeta sur lui et le poignarda mortellement à la poitrine avec un poignard en métal, obtenu par le commerce du navire de Cook lors de la même visite. Cook est tombé le visage dans l'eau. Cela a provoqué une violente mêlée rapprochée entre les habitants de la ville et les hommes de Cook.
Quatre des Royal Marines (le caporal James Thomas et les soldats Theophilus Hinks, Thomas Fachett et John Allen) ont été tués et deux ont été blessés. Les marins et les marines restants, largement en infériorité numérique, ont continué à tirer alors qu'ils se retiraient dans leur petit bateau et ramaient vers leur navire, tuant plusieurs des personnes en colère sur la plage, y compris peut-être le grand chef Kanaʻina. Les navires de Cook n'ont quitté la baie de Kealakekua que le 22 février. Ils sont restés encore une semaine pour continuer la réparation du mât et puiser de l'eau potable de meilleure qualité.
Un jeune William Bligh, futur capitaine du HMS Bounty, a affirmé plus tard avoir regardé avec une longue-vue de HMS Resolution alors que le corps de Cook était traîné sur la colline jusqu'à la ville par les Hawaïens autochtones, où il était mis en pièces par eux.